# Felix Mayta Larico

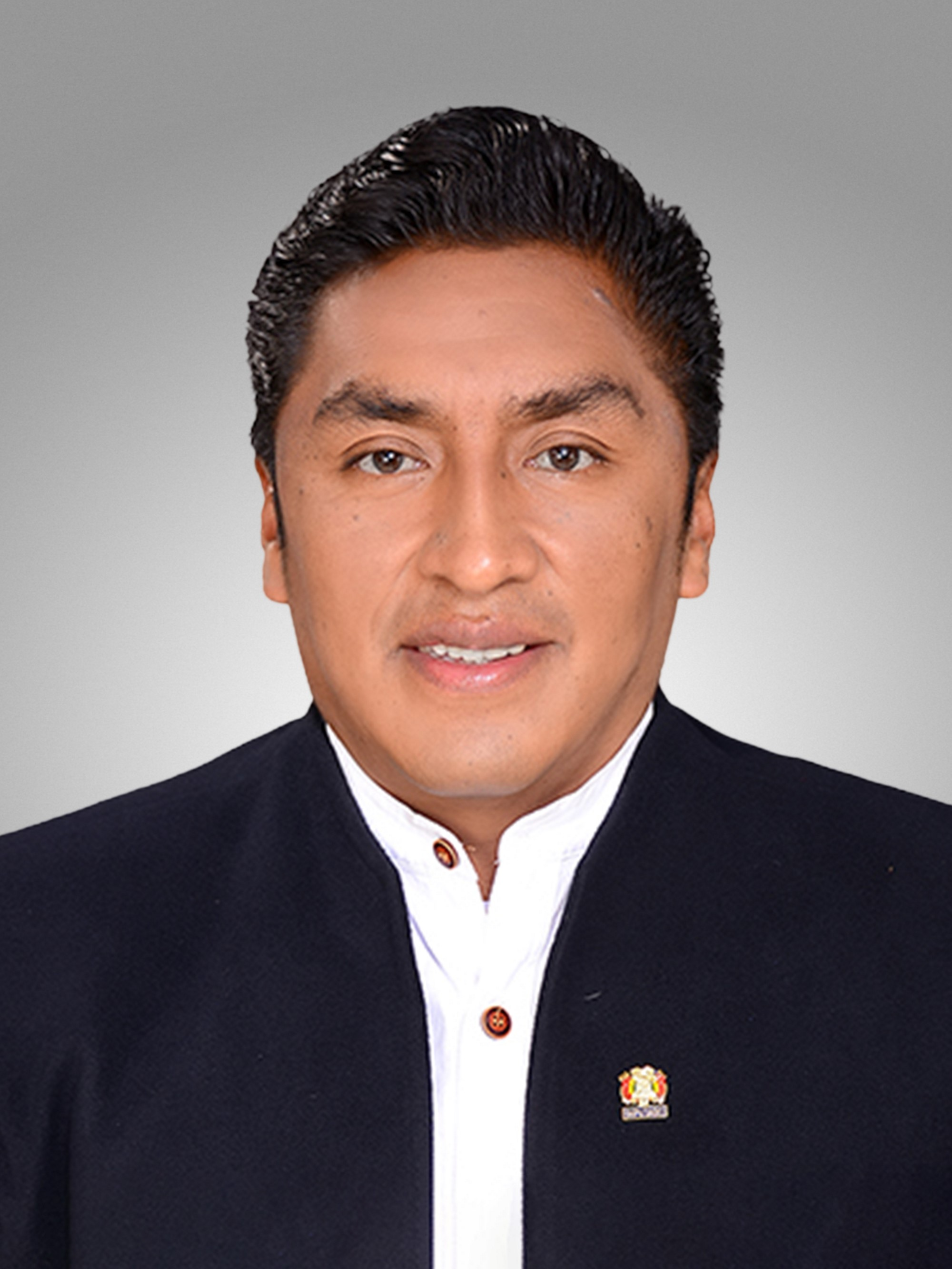
Félix Mayta Larico (2020)

Felix Mayta Larico (* 3. April 1978) ist ein bolivianischer Politiker der MAS-IPSP, der seit 2020 Mitglied des Abgeordnetenhauses von Bolivien ist.

## Leben
Felix Mayta Larico wurde bei der Parlamentswahl am 18. Oktober 2020 für den MAS im Wahlkreis C-13 im Departamento La Paz zum Mitglied des Abgeordnetenhauses von Bolivien gewählt, des Unterhauses der Plurinationalen Legislativen Versammlung Boliviens. Seine Stellvertreterin wurde Juana Fanny Mamani Rivera.
Mit Stand 2024 ist Felix Mayta Sekretär des Ausschusses für Territoriale Organisation des Staates und der Autonomien und des Unterausschusses für die Autonomie der Departamentos.